# N957 (België)
De N957 is een gewestweg in de Belgische provincie Namen. Deze weg vormt de verbinding tussen Ciney en Trisogne.
De totale lengte van de N957 bedraagt ongeveer 5 kilometer.

## Plaatsen langs de N957
- Ciney
- Linciaux
- Trisogne